# 太平镇 (广水市)
太平镇是中华人民共和国湖北省随州市广水市下辖的一个镇。
2014年1月22日，湖北省民政厅批复同意撤销太平乡，设立太平镇。

## 行政区划
太平镇下辖以下村级行政区划单位：
太平村、西河村、朝阳村、猫子湖村、群联村、左家河村、红日村、七里冲村、红旗村、东河村、檀树村、群益村、明寨村、高店村、朱庙村和响水潭村。